# Ungarisches Nationalmuseum

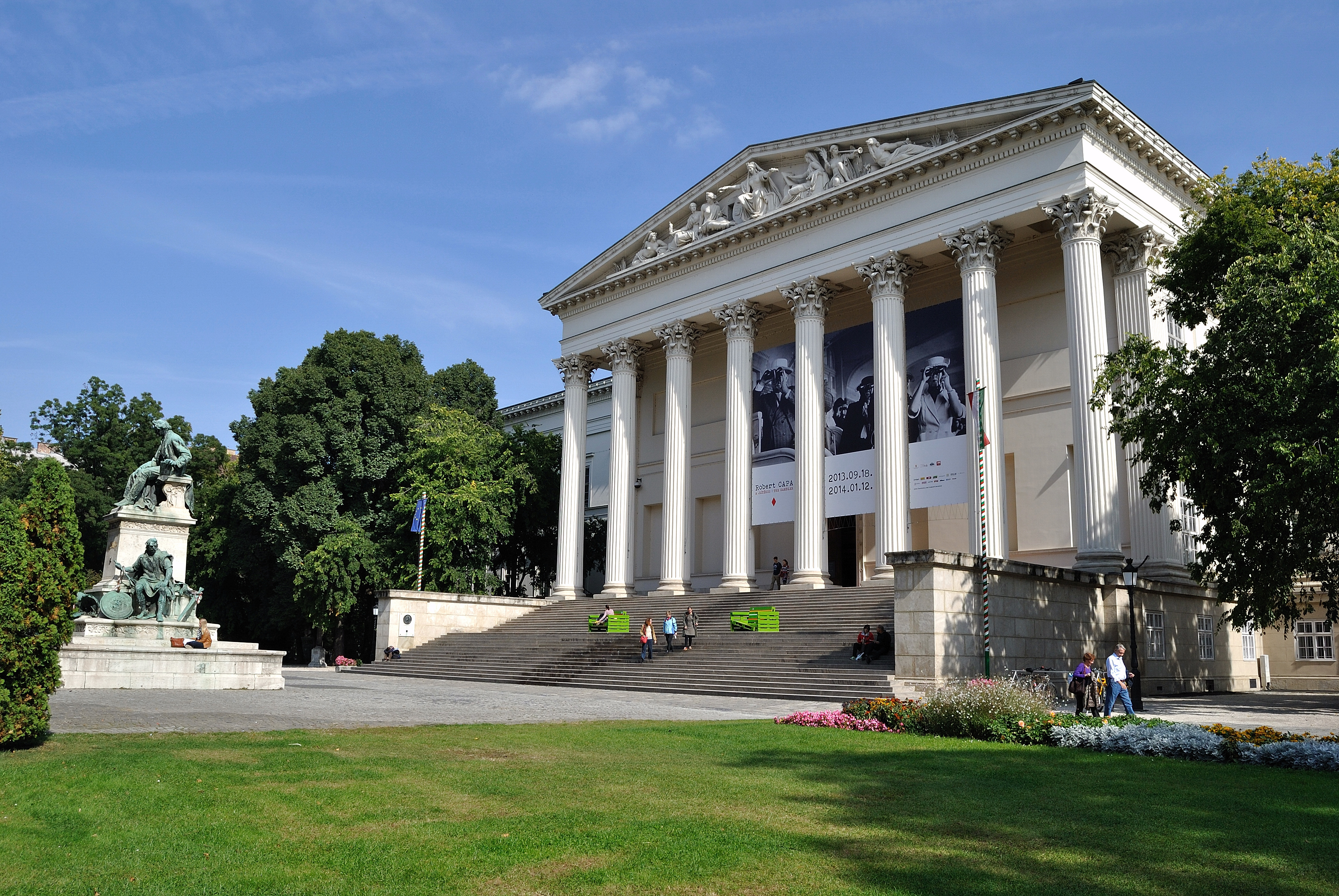
Das Museumsgebäude mit János Arany Statue

Das Ungarische Nationalmuseum (ungarisch: Magyar Nemzeti Múzeum) in Budapest verfügt über Sammlungen verschiedener Gegenstände aus der ungarischen Geschichte.

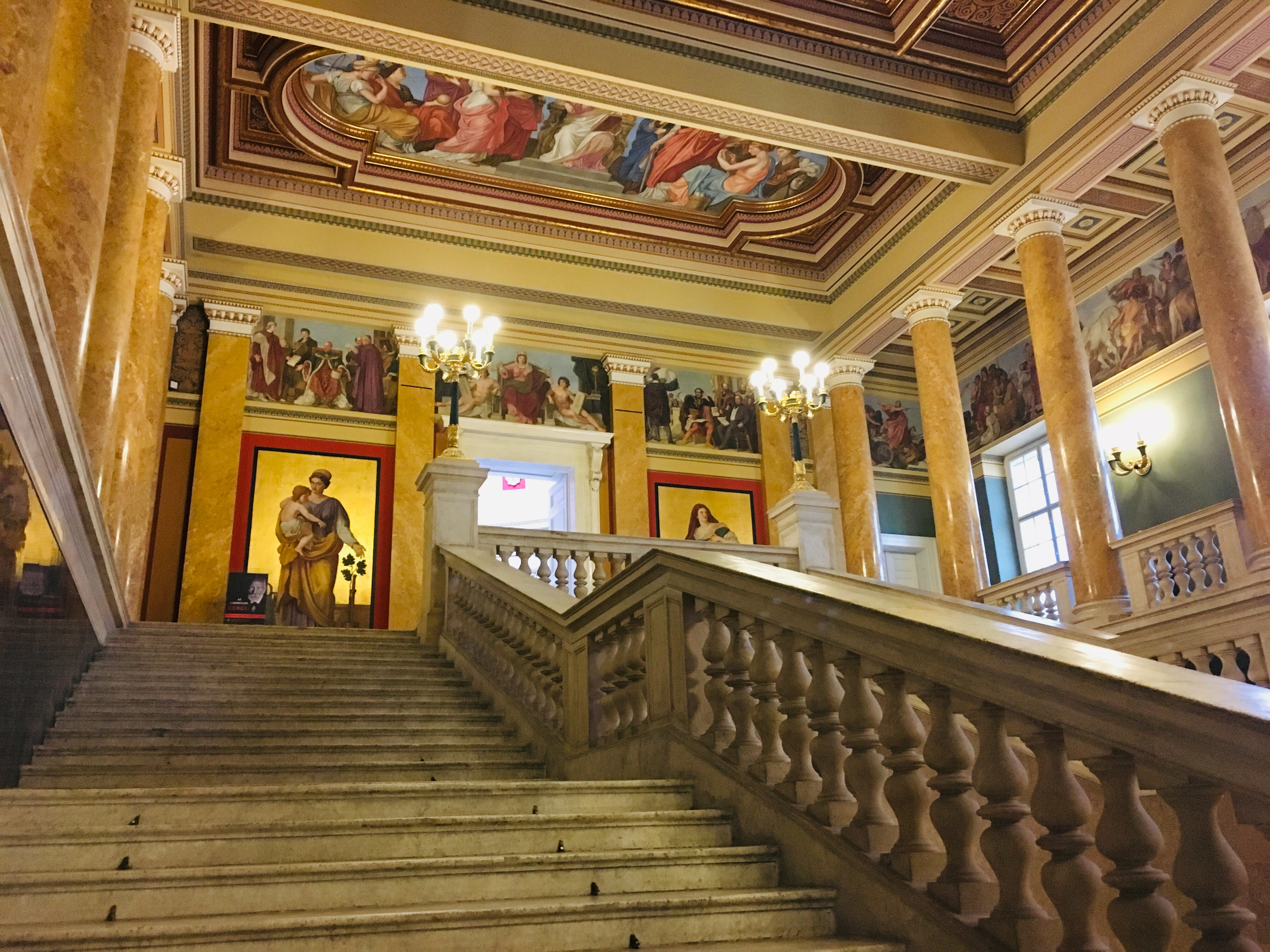
Treppe im Innenraum des Museums

## Lage

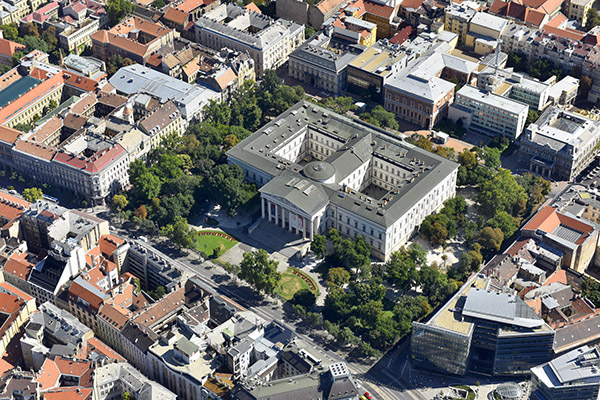
Das Nationalmuseum aus der Vogelperspektive

Das Hauptgebäude befindet sich am Múzeum körút im VIII. Budapester Bezirk (Józsefváros).
Erreichbarkeit mit öffentlichen Verkehrsmitteln (siehe BKV Zrt.):
- mit der Metrólinie M3 (Haltestelle Kalvin tér)
- mit der Metrólinie M2 (Haltestelle Astoria)
- mit den Buslinien 9 und 15
- mit den Straßenbahnlinien 47 und 49

Das Burgmuseum in Esztergom (Magyar Nemzeti Múzeum Esztergomi Vármúzeuma) gehört ebenfalls dem Nationalmuseum an.

## Geschichte
Zu Beginn des 19. Jahrhunderts schlug sich in Ungarn die Besinnung auf die eigene Nationalität in der Gründung zweier wichtiger Institutionen nieder, die beide mit dem Namen Széchényi in Verbindung stehen. Der erste Anstoß für den Bau des Museums erfolgte 1802, im selben Jahr wie die Gründung der Széchényi-Nationalbibliothek, als Graf Ferenc Széchényi seine Privatbibliothek dem Land in einer Schenkung übergab. Der Vorschlag zur Gründung des Nationalmuseums, dem ebenfalls Széchényi seine Sammlung stiftete, stammte von Erzherzog Joseph Anton.

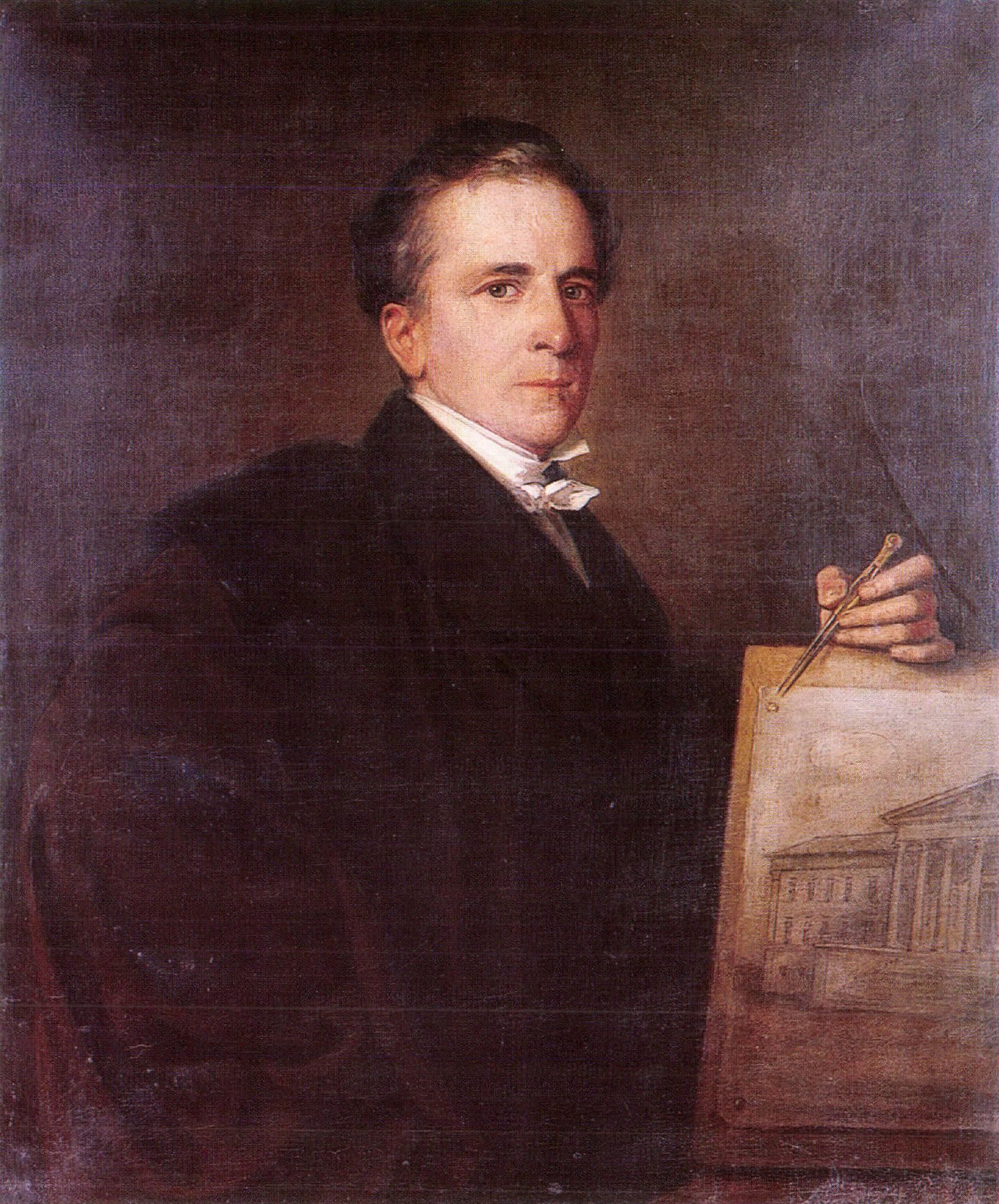
Mihály Pollack, der Architekt

Der Baugrund wurde 1813 erworben. Das klassizistische Gebäude wurde von Mihály Pollack entworfen. Die mit internationalen Spenden finanzierten Bauarbeiten begannen schließlich im Jahr 1837. Die erste Sammlung zog 1846 ein, ein Jahr vor der endgültigen Fertigstellung. Wegen der schwierigen finanziellen Lage konnte das Museum nicht aus teuren Materialien errichtet werden. Unter diesem Aspekt blieb das Bauwerk hinter anderen neoklassizistischen Bauten der Zeit zurück, mit denen das Museum jedoch in jeder weiteren Hinsicht durchaus konkurrieren kann.

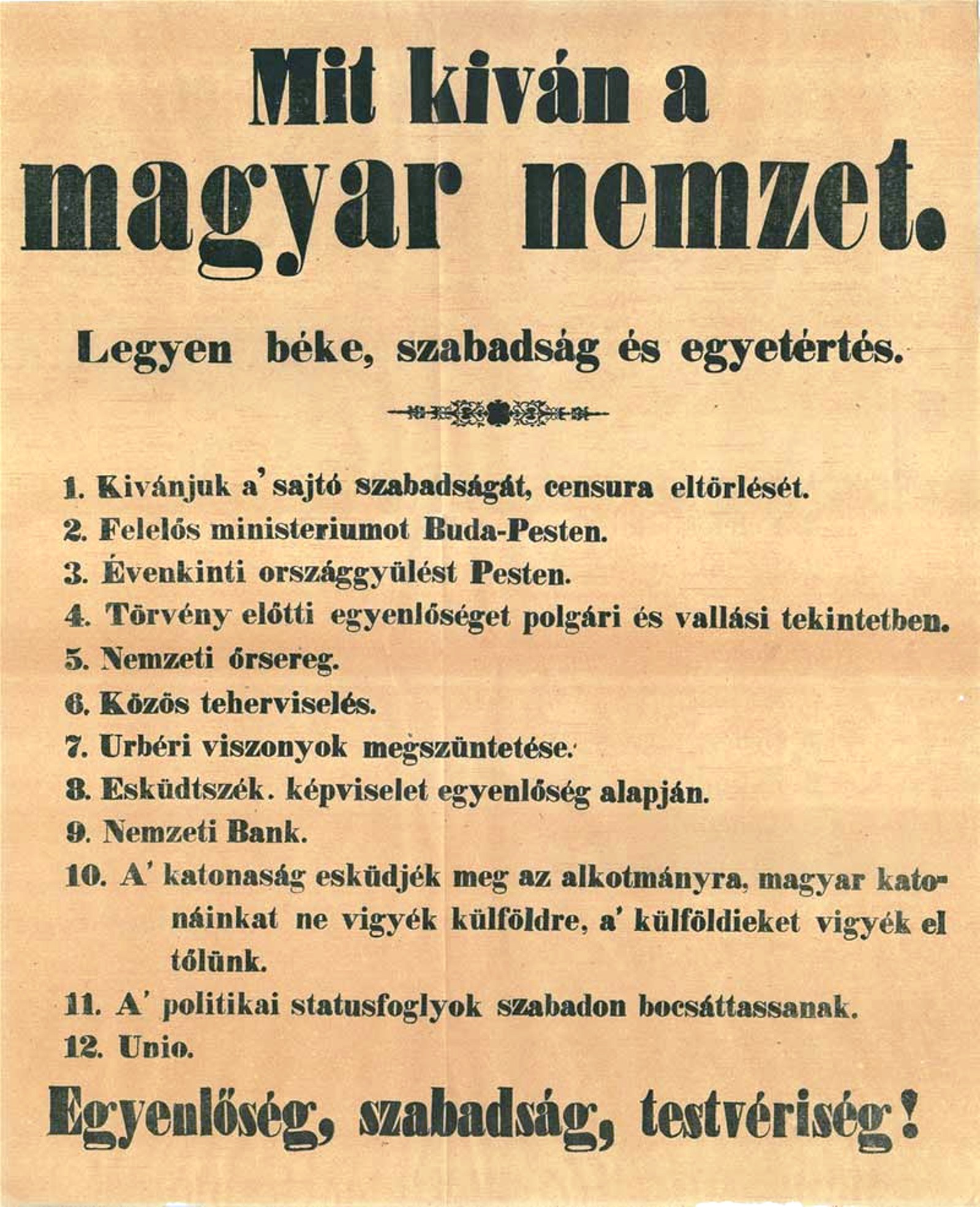
Die 12 Punkte

Der Haupteingang folgt dem berühmten Vorbild des Athener Erechtheion. Die Portikus zeichnet sich durch ein Pediment aus, das von acht korinthischen Säulen getragen wird. Die darauf abgebildete Statuengruppe wurde von Raffaello Monti nach einem Entwurf von Mihály Pollack gefertigt. In der Mitte sitzt die Frauengestalt der Pannonia, zu deren Rechten befinden sich die Allegorien der Wissenschaft und der Kunst, zu ihrer Linken die Allegorie der Geschichte und die Verkörperung des Ruhmes mit einem Lorbeerkranz. Die Figur am rechten Rand symbolisiert die Donau, die Figur am linken äußeren Rand steht für die Drau. Die Ornamente im Inneren des Museums wurden von Mór Than und Károly Lotz ausgearbeitet. Beachtenswert ist die Kassettendecke im neoklassizistischen Kuppelsaal.
Das Nationalmuseum wurde zu einem Ausgangspunkt der Ungarischen Revolution von 1848. Am 15. März 1848 wurde auf dem Podest der Treppe vor dem Haupteingang das Nemzeti dal („Nationale Lied“) und die 12 Punkte mit dem Titel Mit kiván a magyar nemzet („Was die ungarische Nation wünscht“) verkündet. Am 11. April 1894 wurden die sterblichen Überreste von Lajos Kossuth beim Nationalmuseum aufgebahrt, wobei Mór Jókai Abschiedsworte im Namen der Nation sprach.
Bis 1933 waren die Sammlungen des Ungarischen Naturwissenschaftlichen Museums integraler Bestandteil des Nationalmuseums. Während des Zweiten Weltkriegs erlitt der Bau schwere Schäden. Im Jahr 1948 wurde es daher neu errichtet. In den vergangenen Jahren wurde das Gebäude erneut restauriert.

## Sammlungen
- An der Grenze von Orient und Okzident
- Römisches, mittelalterliches und frühneuzeitliches Lapidarium
- Ungarischer Krönungsmantel
- Ungarns Geschichte von der Staatsgründung bis 1990
- Ungarische Wissenschaftler – „Die das 20. Jahrhundert erschaffen haben“

## Abteilungen
- Archäologische Hauptabteilung (Régészeti Főosztály)
- Mittelalterliche Hauptabteilung (Középkori Főosztály)
- Neuzeitliche Hauptabteilung (Újkori Főosztály)
- Moderne Hauptabteilung (Legújabbkori Főosztály)
- Historische Bildergalerie (Történeti Fényképtár)
- Münzsammlung (Éremtár)
- Historische Bilderhalle (Történeti Képcsarnok)
- Zentrale Bibliothek (Központi Könyvtár)
- Zentrale Datenbank und Informatik-Hauptabteilung (Központi Adattár és Informatikai Főosztály)
- Hauptabteilung Restaurierung und Präventive Konservierung (Restaurátor és Műtárgyvédelmi Főosztály)
- Hauptabteilung Allgemeinbildung (Közművelődési Főosztály)

## Generaldirektoren
- 1808–1823: Jakob Ferdinand von Miller (1749–1823)
- 1837–1843: János Horváth
- 1843–1869: August von Kubinyi (1799–1873)
- 1869–1894: Ferenc Pulszky (1814–1897)[2]
- 1894–1916: Imre Szalay
- 1923–1932: Bálint Hóman
- 1951–1986: Ferenc Fülep (1919–1986)
- 1986–1993: István Fodor
- 1993–1999: István Gedai
- 1999–2010: Tibor Kovács (1940–2013)
- 2010–2016: László Csorba
- 2016–heute: Benedek Varga